# エリザベス・ステュアート (レノックス伯爵夫人)
レノックス伯爵夫人エリザベス・ステュアート（旧姓キャヴェンディッシュ）（Elizabeth Stuart, Countess of Lennox née Cavendish, 1555年3月31日 – 1582年1月16日）は、初代レノックス伯チャールズ・ステュアートの妻であり、イングランドとスコットランドの有力な王位継承権者であったアラベラ・ステュアートの母。

## 生い立ち
エリザベス・キャヴェンディッシュは、1555年3月31日、ハードウィックのベスとその2番目の夫サー・ウィリアム・キャヴェンディッシュの娘として、ダービーシャーのチャッツワース・ハウスで生まれた。キャサリン・グレイは彼女の代母の一人だった 。母ベスはイングランド女王エリザベス1世の寝室付女官（Lady of the Bedchamber）であり、イングランドで最も裕福な女性の一人になった 。エリザベスには7人の兄弟姉妹がいたが、うち2人は夭折した。

## レノックス伯との結婚
1574年、エリザベスは初代レノックス伯チャールズ・ステュアートと密かに結婚した。チャールズはダーンリー卿ヘンリー・ステュアートの弟であり、イングランドの王位継承権を有していた。 女王エリザベス1世は、彼女の許可なしにこのような物議を醸す結婚を取り決めた2組の両親に激怒し、母ベスと義母マーガレット・ダグラスをロンドン塔に投獄した。
1575年、エリザベスは唯一の子であるアラベラを出産した。夫チャールズは翌1576年に結核のため没した。エリザベス自身はその6年後、1582年1月16日に26歳で死去した。7歳で孤児となったアラベラは母ベスが養育した。アラベラはエリザベス1世の有力な後継候補の一人として注目され続けた。